# William N. Doak
William Nuckles Doak, né le 12 décembre 1882 à Rural Retreat (Virginie) et mort le 23 octobre 1933 à McLean (Virginie), est un homme politique américain. Membre du Parti républicain, il est secrétaire au Travail entre 1930 et 1933 dans l'administration du président Herbert Hoover.

## Biographie
Il meurt d'une maladie cardio-vasculaire.

## Source
- (en) Cet article est partiellement ou en totalité issu de l’article de Wikipédia en anglais intitulé « William N. Doak » (voir la liste des auteurs).